# Klaus Katterbach
Klaus Katterbach (* 20. Dezember 1908; † 18. März 1971) war ein deutscher Physiker, der bis 1958 in Göttingen und danach in München am Max-Planck-Institut für Physik  forschte. Das Institut wurde damals von Werner Heisenberg geleitet. Die Arbeiten von Klaus Katterbach zur theoretischen Astrophysik lieferten grundlegende Erkenntnisse zur Sonnenphysik, Plasmaphysik, Sternstruktur und der Quantengravitation.